# Sa-ya
Sa-ya（さーや）は、日本のタレント、マジシャン、女優。愛知県名古屋市出身。

## 来歴・人物
- 身長156cm、血液型AB（RH-）。
- 大学卒業後、東京ディズニーリゾートにダンサーとして出演。
- 2008年、地元名古屋発信の「まにあ道」イメージガール「マニアーナ！」として活動しながら、ダンスインストラクターの仕事をする。
- 同年、東海テレビ「趣味と遊びを極める! まに=DO!」にリポーターとしてレギュラー出演。
- 特技はクラシックバレエ、ジャズダンス、日本舞踊。
- 趣味は芸術鑑賞、買い物。
- 取得資格はBESJマットピラティスインストラクター資格、華道小原流師範二期、西崎流名取・教授免許（西崎緑紗）。
- 好きな食べ物は焼肉。
- 上京時の夢はミュージカルスター。当時は親から仕送りをうけながら活動していた。

## おもな出演

### レギュラー番組
- 深夜番組：趣味と遊びを極める! まに=DO!（東海テレビ、2008年9月 - 2011年3月） - レギュラーリポーター。ラモス瑠偉と共演。

### イメージガール
- Webサイト「まにあ道」（2008年8月 - 現在） - ガールズユニット「マニアーナ!」メンバーとして活動。

### 音楽CD
- タイトル「MY WISH! 〜TAKING EYES OFF〜」（ガールズユニット「マニアーナ!」として、2009年3月25日CDリリース）。趣味と遊びを極める! まに=DO!（東海テレビ）のテーマソングに。

### TV
- TBS「爆報! THE フライデー」白川和子の夫の愛人役　2014.5
- NTV「花咲舞が黙ってない」第1話　銀行員役　2014.4
- EX「SmaSTATION!!」増税直前!春の最新家電特集コーナー お母さん役　2014.3
- NHK BS「怪奇大作戦 ミステリー・ファイル」4話　2013.11
- 関西テレビ「10人笑えばストライク!東西対抗ボケボウル」グラビアアイドル　2013.1
- NTV「偽装の夫婦」第4話　マジックショーのアシスタント役　2015.10
- TBS「爆報! THE フライデー」ボクサー小口雅之　合コン女性役　2015.2
- CX「オモクリ監督」劇団ひとり監督「テスト」アシスタント役　2015.2
- NTV「偽装の夫婦」第4話　マジックショーのアシスタント役　2015.10
- TBS「水トク！ザ・鑑識！」武富士行員役　2015.11.04
- CX 「キャリア」4話 女性アナウンサー役　2016.10.30
- NHK「あさイチ」サウナDE温活 モデル 2016.11.21
- TBS 「結婚したら人生劇変！○○の妻たち」ママ友役 2017.02.27

### CM
- KDDI au「MNP 社長登場」篇　2013.9

### ラジオ
- 「あつみとさくらの四季の詩」 ゲスト出演  2019.08.04、2020.02.23

### 舞台
- IZAM主宰 ベニバラ兎団「レスラー・ガールズ」（2011年1月7日 - 11日、下北沢シアター711） - 鈴木先生役
- お笑い浅草21世紀（2024年 - )
- 大須演芸場定席（2025年2月 - )

### ダンサー
- 東京ディズニーリゾート（2005年4月 - 2008年3月） - ダンサー
- あおい輝彦 クリスマスディナーショー（2008年12月） - バックダンサー
- 松竹歌劇団OGSTAS「レビューファンタジー2009」（2009年5月）
- 西崎緑・吉沢京子・桑江智子LIVE「三花繚乱」（2012年9月・11月、2013年6月） - 日舞バックダンサー
- 「2013森進一コンサート」“情炎”〜情熱の歌、いのちの歌〜　日舞ダンサー　2013.6
- 西崎緑LIVE 「歌会」日舞ダンサー　2015.2・2016.2

### マジックショー
- 豪華客船「ぱしふぃっくびぃなす」上口龍生イリュージョンマジックショー　2013.04.15〜30 (アシスタント)
- 目黒雅叙園　上口龍生マジックショー「Japanese Classics of Magic 和妻」2013.09.10〜13 (アシスタント)
- 上口龍生イリュージョンショー「クリスマス・スペシャルセレクション」　2013.12  (アシスタント)
- 豪華客船「にっぽん丸」日本一周クルーズ　上口龍生イリュージョンマジックショー　2014.04.01〜10  (アシスタント)
- 豪華客船「ぱしふぃっくびいなす」ニューイヤークルーズ 〜台湾・石垣島・日南〜　2014.12.26〜2015.01.05 (アシスタント)
- 豪華客船「ぱしふぃっくびいなす」世界1周クルーズ　2015.02.18〜03.12 (アシスタント)
- 豪華客船「ぱしふぃっくびいなす」千島列島と神秘のフィヨルド・ロシア探求の旅 他三本  2015.6.10～07.01 (アシスタント)
- 豪華客船「ぱしふぃっくびいなす」クリスマスクルーズ 2015.12.13～12.15 (アシスタント)
- 伊東温泉 ｢サンハトヤ｣ 上口龍生イリュージョン＆和妻ショー  2016.03.19～04.03 (アシスタント)
- 「わづ魔(和妻)への招待」 2016.05.04
- 伊東温泉 ｢サンハトヤ｣ 上口龍生イリュージョン＆和妻ショー  2016.07.16～08.30 (アシスタント)
- 黒木悠香子ディナーショー  2016.12.02 (アシスタント)
- 豪華客船「ぱしふぃっくびいなす」ニューイヤークルーズ ～伊勢志摩・讃岐・新春〜 2016.12.26～2017.01.09 (アシスタント)
- デヴィ・スカルノ 喜寿パーティ 2017.02.06 (アシスタント)
- 豪華客船「ぱしふぃっくびいなす」憧れのタヒチ・ハワイ・ブルーラグーンクルーズ 2017.02.13～2017.02.26 (アシスタント)
- 豪華客船「にっぽん丸」クラブツーリズム チャーター 春の八丈島クルーズ　2017.03/21～23 (アシスタント)
- 豪華客船「ぱしふぃっくびいなす」春の南西諸島 島めぐりクルーズ  2017.04.12～04.23 (アシスタント)
- 伊東温泉「サンハトヤ」Shureiワンダーイリュージョン 2017.07.15〜08.30(アシスタント)
- 名古屋髙島屋ハロウィンイベント2017.10.28
- 名鉄百貨店開店６３周年記念祭 2017.11.29〜12.05
- 東邦ガス展 2017.11月,2018.11月
- Honda Cars 愛知 グランドオープンイベント 2018.04.15
- 名鉄グランドホテル ニューイヤーファミリーバイキング 2019.01.01〜01.03
- JAほくさい年金友の会親睦旅行 2019.02.05〜02.07[1][2]
- 豪華客船「ぱしふぃっくびいなす」阪急交通社 チャーター Shureiワンダーイリュージョン 2019.03.20〜03.24（アシスタント）
- 湯〜とぴあ宝 Sa-yaマジックショー 2019.04.13,08.03
- ホテルリステル猪苗代 GWイベント 2019.05.03〜05.05
- 渋谷東武ホテル Beer Hall イベント 2019.08
- 豪華客船「にっぽん丸」2019.09.30〜10.05
- しあわせ村 わくわくハロウィンparty 2019.10.20
- 豪華客船「飛鳥II」クリスマスクルーズ 2019.12.11〜12.13
- ホテルグランヴェール岐山 Christmas holy night Sa-yaクリスマスマジックショー 2019.12.21〜12.22

### ミュージックビデオ
- 平浩二「わたしゃ百歳まで恋をする」（2012年12月12日、フリーボード） - 日舞バックダンサー

### 雑誌・新聞
- 日刊ゲンダイ（2011年6月）[3]
- 日経トレンディ（2011年11月・2013年11月）
- じゃらん（2012年9月・11月）